# Димитър Луджев
Димитър Петров Луджев е български учен, политик, депутат, вицепремиер (1990 – 1991), министър и партиен лидер.

## Биография

### Ранни години
Роден е на 27 март 1950 г. в Бургас, където баща му е директор на затвора. Завършва Висшия икономически институт „Карл Маркс“ през 1979 г., специалност „Политикономия“. Работи като научен сътрудник в Института по история на Българската академия на науките.

### Политическа кариера
От 1990 г. е член на Съюза на демократичните сили (СДС) и участва в Кръглата маса. Избран е за народен представител в VII велико народно събрание и заместник министър-председател в коалиционния правителството на Димитър Попов. През 1991 г. е избран за народен представител в XXXVI народно събрание и за министър на отбраната в правителството на Филип Димитров.
През май 1992 г. е принуден да подаде оставка след дълги препирни с министър-председателя. Напуска също СДС и парламентарната му група и основава партията Център Нова политика, която по-късно прераства в Либерален съюз „Нов избор“. След оставката на правителството на Любен Беров през 1994 г. е предложен за министър-председател, но не получава нужната подкрепа при гласуването в парламента. На последвалите избори „Нов избор“ не успява да получи над 4% от гласовете и остава извън XXXVII народно събрание, въпреки че е подкрепен от носителя на Златната топка Христо Стоичков и екипа на популярното предаване „Ку-ку“.
През 1997 г. „Нов избор“ е сред учредителите на коалицията Обединение за национално спасение (ОНС). Луджев е избран за народен представител в XXXVIII народно събрание от листата на ОНС.

### Научна кариера
Работи в Института по история на БАН. Професор, доктор. Има множество научни публикации, сред които „Град на две епохи. История на обществените групи в българските градове в средата на ХХ век“